# Jean-Marc Bordus
Jean-Marc Bordus est un athlète français, né à Bayonne le 11 novembre 1960, adepte de la course d'ultrafond et champion de France des 24 heures en 2011. Il est également vice-champion de France des 100 km en 2006 dans sa catégorie d'âge.

## Biographie
Jean-Marc Bordus est champion de France des 24 heures de Séné en 2011,. Il est également vice-champion de France des 100 km de Belvès en 2006 dans sa catégorie d'âge et réalise trois troisièmes places aux championnats de France des 100 km en 2007 et 2008.

## Records personnels
Statistiques de Jean-Marc Bordus d'après la Fédération française d'athlétisme (FFA) et la Deutsche Ultramarathon-Vereinigung (DUV) :
- 10 km route : 33 min 24 s en 2005
- semi-marathon : 1 h 11 min 49 s en 2006
- marathon : 2 h 28 min 39 s au marathon de Chambord en 1996[6]
- 100 km route : 6 h 56 min 5 s aux 100 km de Vendée en 2007[7],[8]
- 6 heures route : 72,800 km aux championnats de France des 24 h de Séné en 2011 (6 h split)
- 12 heures route : 135,800 km aux championnats de France des 24 h de Séné en 2011 (12 h split)
- 24 heures route : 260,147 km aux 24 h de Saint-Maixent-l'École en 2010[9]